# Martin Hofmann (Segelflieger)
Martin Hofmann (* 1961) ist ein deutscher Segelkunstflieger aus Salach.

## Leben
Als Kind schon war er begeisterter Modellflieger. Mit 13 Jahren wandte er sich in der Fliegergruppe Göppingen dem Segelfliegen zu, wo er mit 18 Jahren auch die Lizenz zum Steuern von Motorseglern (damals PPL-B) erwarb. Den Motorflugschein (PPL-A) erwarb er in Freiburg, bevor er zum in Aalen-Elchingen beheimateten Luftsportring Aalen wechselte.
Seine Lieblingskunstflugfiguren sind Humpty-Bump, Männchen und Weibchen.

## Erfolge im Segelkunstflug
Schon im Jahre 2009 erreichte Martin Hofmann, der erst seit 2007 im Besitz der Segelkunstflugberechtigung ist und seitdem regelmäßig, mit seinem Sohn als Copilot, an den Doppelsitzermeisterschaften in Blumberg teilnimmt, auf der Rangliste des Deutschen Aero Clubs den 2. Platz in der „Advanced“-Kategorie. Die Segelkunstflugweltmeisterschaft 2010 in Jämijärvi war das erste „First Category Event“ der Fédération Aéronautique Internationale, an dem er als Nationalmannschaftsmitglied teilgenommen hat.
Im Vorfeld und bei der WM im Jahr 2010 wurde vom SWR die Reportage Kopfüber zum Sieg gedreht und im Nachhinein war er zu Gast bei der Nachmittagssendung „Kaffee oder Tee“ mit dem Hauptthema Hagelnetze.
Im Jahr 2011 nahm Hofmann erneut an der WM teil, leider machten ihm die widrigen Wettverhältnisse eine gute Platzierung zunichte und er musste sich letztendlich mit dem 33. Platz zufriedengeben.
| 2011 | Weltmeisterschaft            | Toruń (Polen)            | Advanced   | 33                                     | MDM-1 Fox |
| 2011 | Deutsche Meisterschaft       | Rothenburg (Oberlausitz) | Advanced   | 3                                      | MDM-1 Fox |
| 2011 | Salzmann-Cup                 | Hayingen                 | Advanced   | 3                                      | MDM-1 Fox |
| 2010 | Weltmeisterschaft            | Jämijärvi (Finnland)     | Advanced   | 24 (4. Platz in der bekannten Pflicht) | MDM-1 Fox |
| 2010 | Deutsche Meisterschaft       | Brandenburg              | Advanced   | 8                                      | MDM-1 Fox |
| 2010 | Salzmann-Cup                 | Kitzingen                | Advanced   | 4                                      | MDM-1 Fox |
| 2009 | Doppelsitzerwettbewerb       | Blumberg                 | „Vollacro“ | 6                                      | ASK 21    |
| 2009 | Block(Landes)meisterschaften | Pfarrkirchen             | Advanced   | 8                                      | Cirrus K  |
| 2009 | Salzmann-Cup                 | Vielbrunn/Odenwald       | Advanced   | 3                                      | Cirrus K  |
| 2008 | Doppelsitzerwettbewerb       | Blumberg                 | „Halbacro“ | 2                                      | ASK 21    |
| 2008 | Deutsche Meisterschaft       | Rothenburg (Oberlausitz) | Advanced   | 8 (10. Platz internationale Wertung)   | Lo 100    |
| 2008 | Salzmann-Cup                 | Hornberg                 | Advanced   | 9                                      | Lo 100    |
| 2007 | Doppelsitzerwettbewerb       | Blumberg                 | „Halbacro“ | 5                                      | ASK 21    |
| 2007 | Landesmeisterschaft          | Hornberg                 | Sportsman  | 4                                      | ??        |

Im Herbst 2007 erflog Martin Hofmann das bronzene, im Frühjahr 2008 das silberne und im Sommer 2009, während der Trainingswoche zur Blockmeisterschaft in Pfarrkirchen, das goldene Leistungsabzeichen Segelkunstflug des Deutschen Aero Clubs, mit dem Cirrus K von Wilhelm Düerkop, welches ihm von Olaf Schmidt abgenommen wurde.
In der Rangliste der Advanced-Piloten des Referats Segelkunstflug des DAeC für das Jahr 2011 steht Martin Hofmann auf dem ersten Rang.